# Object-PL/SQL
Object-PL/SQL (Object-Procedural Language/Structured Query Language ou tout simplement O-PL/SQL) est une méthode d'usage de l'extension procédurale pour le langage SQL dans la Base de Données Oracle. Les particularités additionnelles de la version 7 au-delà d'autres améliorations ultérieures sont orientées vers l'usage du paradigme de la base de données orientée objet.
Bien que la syntaxe générale du langage PL/SQL ressemble à celle du Pascal et de l'Ada, il y a eu beaucoup d'améliorations, qui incluent surtout le code java intégré et la syntaxe orientée objet dans le SQL.
L'intégration de déclencheurs et de procédures stockées constituent conjointement une des plus grandes percées qui ont favorisé l'usage du PL/SQL dans un paradigme orienté objet. L'inclusion pour le syntaxe SQL de déclarations comme [class].[object], et aussi l'implementation de l'objet type (similaire à presque tous les langages OO), ont complété le minimum d'articles nécessaires pour la démarche d'une extension du SQL sans l'usage d'aucun logiciel particulier de projection ou persistence framework.

## Autonomie, notoriété et importance de l'O-PL/SQL
L'O-PSL/SQL n'est pas simplement l'usage d'une version d'un langage de programmation, mais c'est le modus faciendi qui définit l'autonomie du thème Chacune des versions du PL/SQL, en débutant de la 7e, apporte de si nombreuses innovations que c'est impossible de traiter ces usages-ci de sub-thèmes du PL/SQL. Il y a eu une vraie révolution qui a établi la frontière entre le langage usé jadis et l'aspect orienté objet dans ce nouveau langage. C'est précisément cet abord qui a provoqué l'emploi à large échelle de l'O-PL/SQL.

## Une confusion d'objets
On ne doit pas confondre les notions d'objet de base de données avec celles-là d'objet de classe. Il faut, en chaque situation, identifier qu'est-ce que c'est un objet dans un contexte donné.
Objet de base de données est un concept qui concerne la base de données relationnelle ou séquentielle et qui est utilisé dans les nouveaux modèles. Tables, déclencheurs, colonnes, indices sont des exemples d'objets de base de données qui sont rencontrés dans Object-PL/SQL, mais les mêmes éléments peuvent être traités dans l'autre contexte, de la notion des objets Java, spécifiquement un élément d'un ensemble dont le début de son existence se passe à partir de l'instanciation d'une classe.

## The PL/SQL
le PL/SQL est le langage SQL étendu utilisé par la Base de données Oracle.
PL/SQL est disponible dans l'Oracle (depuis version 7) et dans l'IBM Db2 (depuis version 9.7).
O-PL/SQL permet de définir des classes et les instancier comme objets, de créer des types de données définis par l'utilisateur (programmateur) et constructeurs, au-delà d'écrire des procédures stockées et des déclencheurs en Java, et aussi de la création de types user-defined et de constructeurs.

## Exemples d'usage de la syntaxe de l'O-PL/SQL
Il y a ici un petit ensemble d'exemples extraites de la documentation officielle et d'autres sources:

### Exemple 1
Un exemple simple d'object-oriented PL/SQL
```
create
 
or
 
replace
 
type
 
base_type
 
as
 
object
 
(

  
a
 
number
,

  
constructor
 
function
 
base_type
 
return
 
self
 
as
 
result
,

  
member
 
function
  
func
 
return
 
number
,

  
member
 
procedure
 
proc
 
(
n
 
number
)

)
 
instantiable
 
not
 
final
;

/

```

Maintenant, la codification du type est accomplie. Donc, il est défini comment se conduisent-ils les fonctions de type, les procédures et les constructeurs:
```
create
 
or
 
replace
 
type
 
body
 
base_type
 
as
 

  
constructor
 
function
 
base_type
 
return
 
self
 
as
 
result
 
is

  
begin

    
a
:
=
0
;

    
return
;

  
end
 
base_type
;

  
member
 
function
 
func
 
return
 
number
 
is

  
begin

    
return
 
a
;

  
end
 
func
;

  
member
 
procedure
 
proc
 
(
n
 
number
)
 
as

  
begin

    
a
:
=
n
;

  
end
 
proc
;

end
;

/

```

On est prêt à dériver de base_type. Le mot-clé under est utilisé pour la dérivation. Le type dérivé definit un nouveau attribut (nommé m), qui superpose func.
```
create
 
or
 
replace
 
type
 
deriv_type
 
under
 
base_type
 
(

  
m
 
number
,

  
overriding
 
member
 
function
 
func
 
return
 
number

);

/

```

Bien comme les types bases, il faut codifier les méthodes superposées au type dérivé:
```
create
 
or
 
replace
 
type
 
body
 
deriv_type
 
as

  
overriding
 
member
 
function
 
func
 
return
 
number
 
is

  
begin

    
return
 
m
*
a
;

  
end
;

end
;

/

```

Les types créés peuvent être instanciés et les méthodes peuvent être demandées:
```
declare

  
b1
 
base_type
 
:
=
base_type
();

  
b2
 
base_type
 
:
=
base_type
(
4
);

  
d1
 
deriv_type
:
=
deriv_type
(
5
,
6
);

  
d2
 
deriv_type
:
=
deriv_type
(
5
,
6
);

begin

  
dbms_output
.
put_line
(
b1
.
func
);

  
dbms_output
.
put_line
(
b2
.
func
);

  
d1
.
proc
(
4
);

  
dbms_output
.
put_line
(
d1
.
func
);

  
dbms_output
.
put_line
(
d2
.
func
);

end
;

/

```

Résultats
- 0
- 4
- 24
- 30

Les types créés sont devenus des types réels et on les peut utiliser pour attributs dans tables:
```
create
 
table
 
table_base
 
(

  
b
 
base_type

);

declare

  
base
  
base_type
 
:
=
 
base_type
();

  
deriv
 
deriv_type
:
=
 
deriv_type
(
8
,
9
);

begin

  
insert
 
into
 
table_base
 
values
(
base
);

  
insert
 
into
 
table_base
 
values
(
deriv
);

end
;

/

select
 
t
.
b
.
func
()
 
from
 
table_base
 
t
;

T
.
B
.
FUNC
()

```

Résultats :
- 0
- 72

```
select
 
avg
(
t
.
b
.
func
())
 
from
 
table_base
 
t
;

AVG
(
T
.
B
.
FUNC
())

```

Résultat :
- 36

### Exemple 2
Un autre exemple de procédure stockée en Java intégré est rencontré dans Oracle Documentation.

## Sources
- (en) Cet article est partiellement ou en totalité issu de l’article de Wikipédia en anglais intitulé « Object-PL/SQL » (voir la liste des auteurs).